# Serhii Tron´
Tron´ Serhii Mykolayovych (nacido el 18 de septiembre de 1984) es un empresario ucraniano, inversor y fundador de la empresa “White Rock Management”, propietario de la franquicia de la publicación industrial más grande Bitcoin Magazine en Ucrania y países de Europa del Este.

## Familia y educación
Nacido el 18 de septiembre de 1984 en la ciudad de Kamianske, la región de Dnipropetrovsk.
Graduado de la Universidad Técnica Estatal de Dniprodzerzhynsk, con especialización en Ingeniería Mecánica.
Recibió su segunda educación superior en la Universidad Nacional de Derecho Yaroslav el Sabio, con especialización en Derecho.

## Carrera
Comenzó su carrera en el campo de la refinación de petróleo, de la venta al por mayor de combustible y del tráfico por carretera. En 2006 se hizo el jefe de ST-Trans, S.R.L. en la ciudad de Kamianske.
En 2009 fundó Ecooil, S.R.L. (Donetsk) para producción de petróleo y fabricación de productos de refinación de petróleo.
En 2012 fundó la empresa “Global Financial Management Group” que trabaja en el campo del comercio mayorista y consultoría.
En 2016 fundó “White Rock Management”, la empresa de inversión en TI y construcción de centros de datos. Los sucursales de la empresa han sido abiertos en los EE. UU. y Suecia. En los EE. UU. “White Rock Management” planea abrir un nuevo centro de procesamiento de datos.
“White Rock Management” se ha unido a la iniciativa de Crypto Climate Accord, cuyo objetivo es lograr cero emisiones de CO2 en la criptoindustria. Además, esta empresa apoya Sustainable Bitcoin Protocol (protocolo de certificación de Bitcoin “verde”), que será recibido por los mineros que utilizan fuentes de energía renovable.
En 2022 Serhii Tron´ recibió el derecho de desarrollar la franquicia de Bitcoin Magazine en Ucrania y en los países de Europa del Este. Esta es la primera publicación en el mundo dedicada exclusivamente a los mercados de criptomonedas. La oficina de la publicación ha estado abierta en Kiev desde el otoño de 2022.